# Intersetorialidade
A intersetorialidade é um mecanismo de gestão que busca articular diferentes setores da sociedade para a abordagem de um mesmo problema, permitindo o compartilhamento de conhecimentos e práticas durante o processo de planejamento, execução e avaliação de ações, programas e políticas, sobretudo no âmbito da gestão pública. No campo da Saúde, por exemplo, a ideia de práticas intersetoriais está diretamente relacionada com a intervenção sobre os determinantes sociais implicados no processo saúde-adoecimento, como violência, condições de habitação, qualidade do ar e da água, dentre outros. O trabalho em cooperação com outros setores foi uma das recomendações da Organização Mundial da Saúde contidas na Carta de Ottawa, documento oficial da Primeira Conferência Internacional sobre Promoção da Saúde, realizada em 1986.